# スペインの国立公園の一覧
スペインの国立公園の一覧（スペインのこくりつこうえんのいちらん）では、スペインに所在する国立公園を登録年順に列挙している。
スペインの国立公園は1997年第41号法によって定義されており、スペイン国家と地域政府間の国立公園の運営に関する新基準が定められている。環境省(DGMA)は環境計画と法律を担っており、国立自然保護研究所(ICONA)は国立公園の管理を担っている。

## 歴史
1916年にはスペインで国立公園法が制定され、カンタブリア山脈のコバドンガ国立公園（現・ピコス・デ・エウロパ国立公園）とピレネー山脈のオルデサ・イ・モンテ・ペルディード国立公園が指定された。ヨーロッパでも早い国立公園法の制定国であったが、その後は1954年まで他の地域が指定されることはなかった。1954年にはいずれもカナリア諸島のテイデ国立公園とカルデラ・デ・タブリエンテ国立公園が指定されている。1975年には、野生生物保護区（立入禁止）、国立公園、天然記念物、自然公園の4段階の保全地域による、自然景観に保護を与える法律が制定された。
1978年から1988年までの10年間には30か所が自然公園に指定された。1990年時点では16か所の野生生物保護区、5か所の国立公園（総面積95,000ヘクタール）、10か所の天然記念物、30か所の自然公園が指定されており、保全地域の総面積は60万ヘクタールだった。

## 所在地図

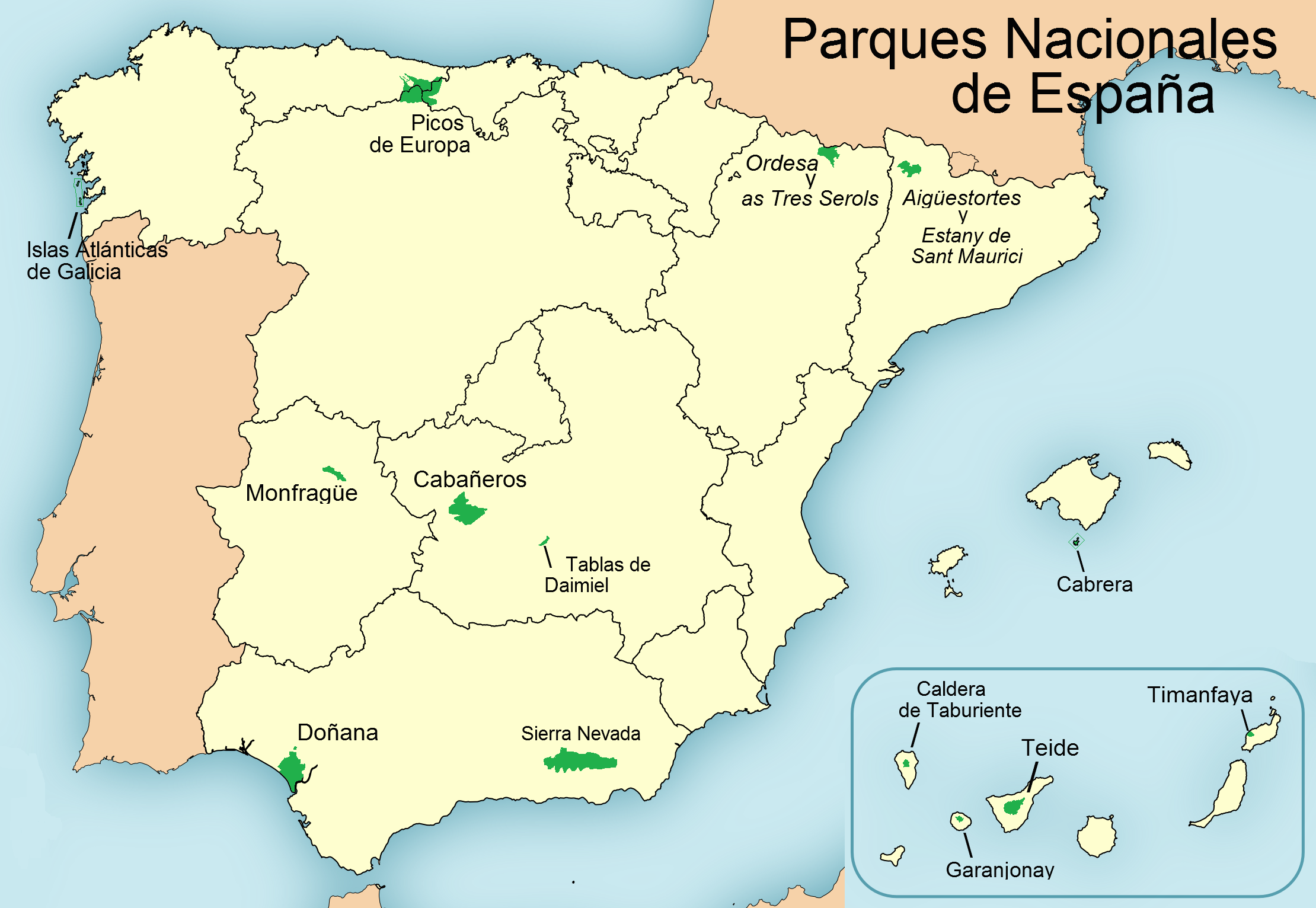
スペインの国立公園の所在地図

## 一覧
| 名称                                                           | 画像 | 県                                           | 自治州                                                           | 登録年 | サイト         |
| -------------------------------------------------------------- | ---- | -------------------------------------------- | ---------------------------------------------------------------- | ------ | -------------- |
| オルデサ・イ・モンテ・ペルディード国立公園                     |      | ウエスカ県                                   | アラゴン州                                                       | 1918年 |                |
| ピコス・デ・エウロパ国立公園                                   |      | アストゥリアス県、 レオン県、 カンタブリア県 | アストゥリアス州、 カスティーリャ・イ・レオン州、 カンタブリア州 | 1918年 |                |
| テイデ国立公園                                                 |      | サンタ・クルス・デ・テネリフェ県             | カナリア諸島州                                                   | 1954年 |                |
| カルデラ・デ・タブリエンテ国立公園                             |      | サンタ・クルス・デ・テネリフェ県             | カナリア諸島州                                                   | 1954年 |                |
| アイグエストルテス・イ・エスタニー・デ・サン・マウリシ国立公園 |      | リェイダ県                                   | カタルーニャ州                                                   | 1956年 |                |
| ドニャーナ国立公園                                             |      | ウエルバ県、 セビリア県                      | アンダルシア州                                                   | 1969年 |                |
| タブラス・デ・ダイミエル国立公園                               |      | シウダ・レアル県                             | カスティーリャ＝ラ・マンチャ州                                   | 1973年 |                |
| ティマンファヤ国立公園                                         |      | ラス・パルマス県                             | カナリア諸島州                                                   | 1974年 |                |
| ガラホナイ国立公園                                             |      | サンタ・クルス・デ・テネリフェ県             | カナリア諸島州                                                   | 1981年 |                |
| カブレラ群島マリティメ＝テレストリアル国立公園                 |      | バレアレス諸島県                             | バレアレス諸島州                                                 | 1991年 |                |
| カバニェロス国立公園                                           |      | シウダ・レアル県、 トレド県                  | カスティーリャ＝ラ・マンチャ州                                   | 1995年 |                |
| シエラネバダ国立公園                                           |      | グラナダ県、 アルメリア県                    | アンダルシア州                                                   | 1999年 |                |
| ガリシア大西洋諸島国立公園                                     |      | ア・コルーニャ県、 ポンテベドラ県            | ガリシア州                                                       | 2002年 | [ リンク切れ ] |
| モンフラグエ国立公園                                           |      | カセレス県                                   | エストレマドゥーラ州                                             | 2007年 |                |
| グアダラマ国立公園                                             |      | マドリード県、 セゴビア県、 アビラ県         | マドリード州、 カスティーリャ・イ・レオン州                      | 2013年 |                |